# سیرز

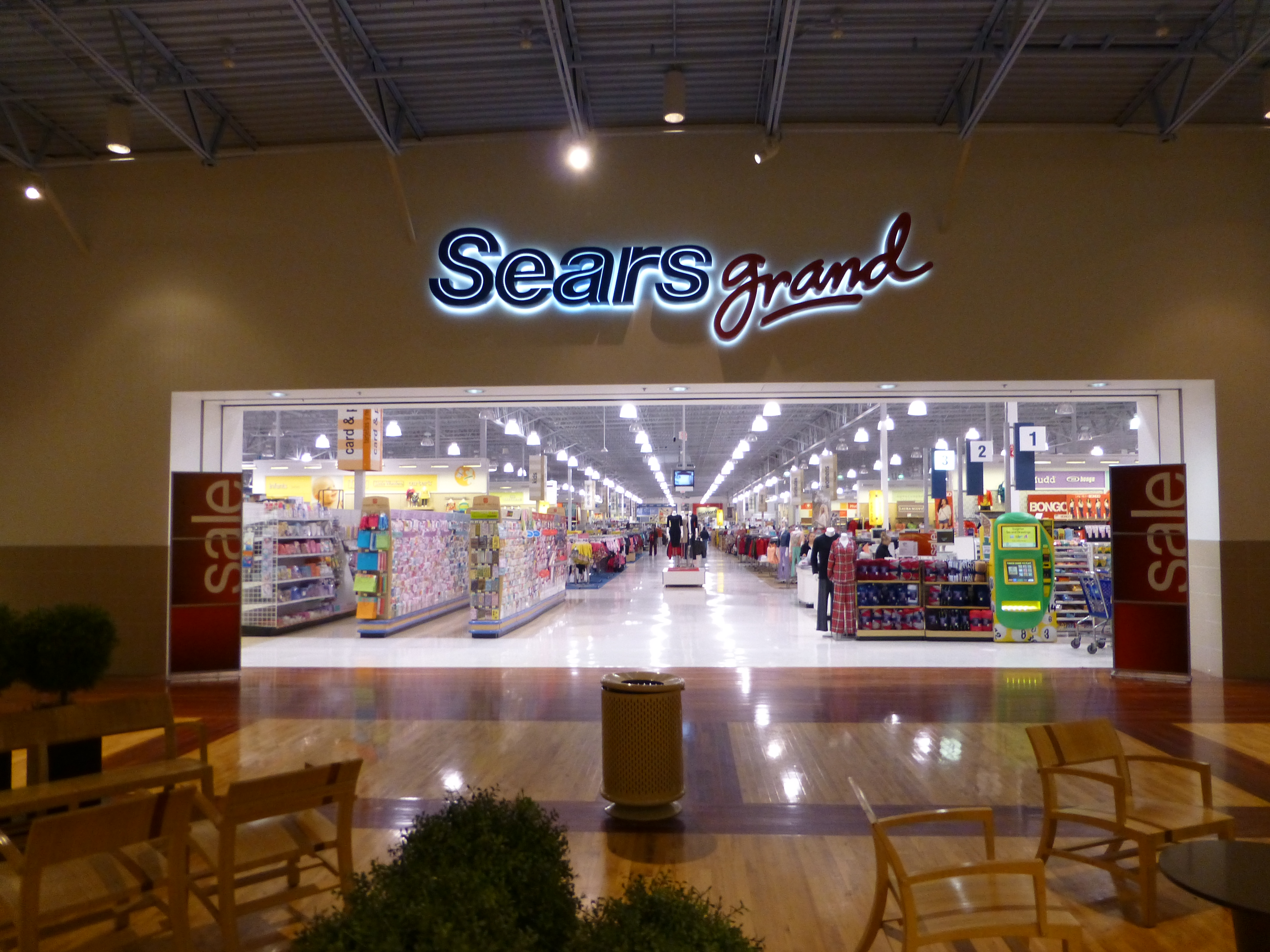
شعبه‌ای از فروشگاه‌های سیرز در شهر پیتسبورگ

سیرز (به انگلیسی: Sears) شرکت خرده‌فروشی آمریکایی و چندملیتی است، که در حال حاضر مالک شبکه‌ای از ۲٫۲۴۸ فروشگاه زنجیره‌ای در ایالات متحده آمریکا، کانادا و مکزیک می‌باشد.
فروشگاه زنجیره‌ای سیرز در سال ۱۸۹۳ توسط ریچارد وارن سیرز و آلواه کورتیس رئوباک، در شهر شیکاگو، ایلی‌نوی تأسیس شد. این شرکت سال‌ها به‌عنوان بزرگترین شرکت خرده‌فروشی آمریکا شناخته می‌شد، سپس در سال ۱۹۸۹ این عنوان توسط وال‌مارت تصاحب گردید.
شرکت سیرز از سال ۱۹۲۵ جزئی از میانگین صنعتی داو جونز محسوب می‌شد، تا اینکه در سال ۲۰۰۵ توسط شرکت کی‌مارت خریداری شد و از آن پس، به‌عنوان شرکت تابعه گروه کی‌مارت فعالیت می‌کرد، سپس هر ۲ شرکت توسط گروه سیرز هولدینگز خریداری شد.